# In 3D với bàn in bột và đầu in phun

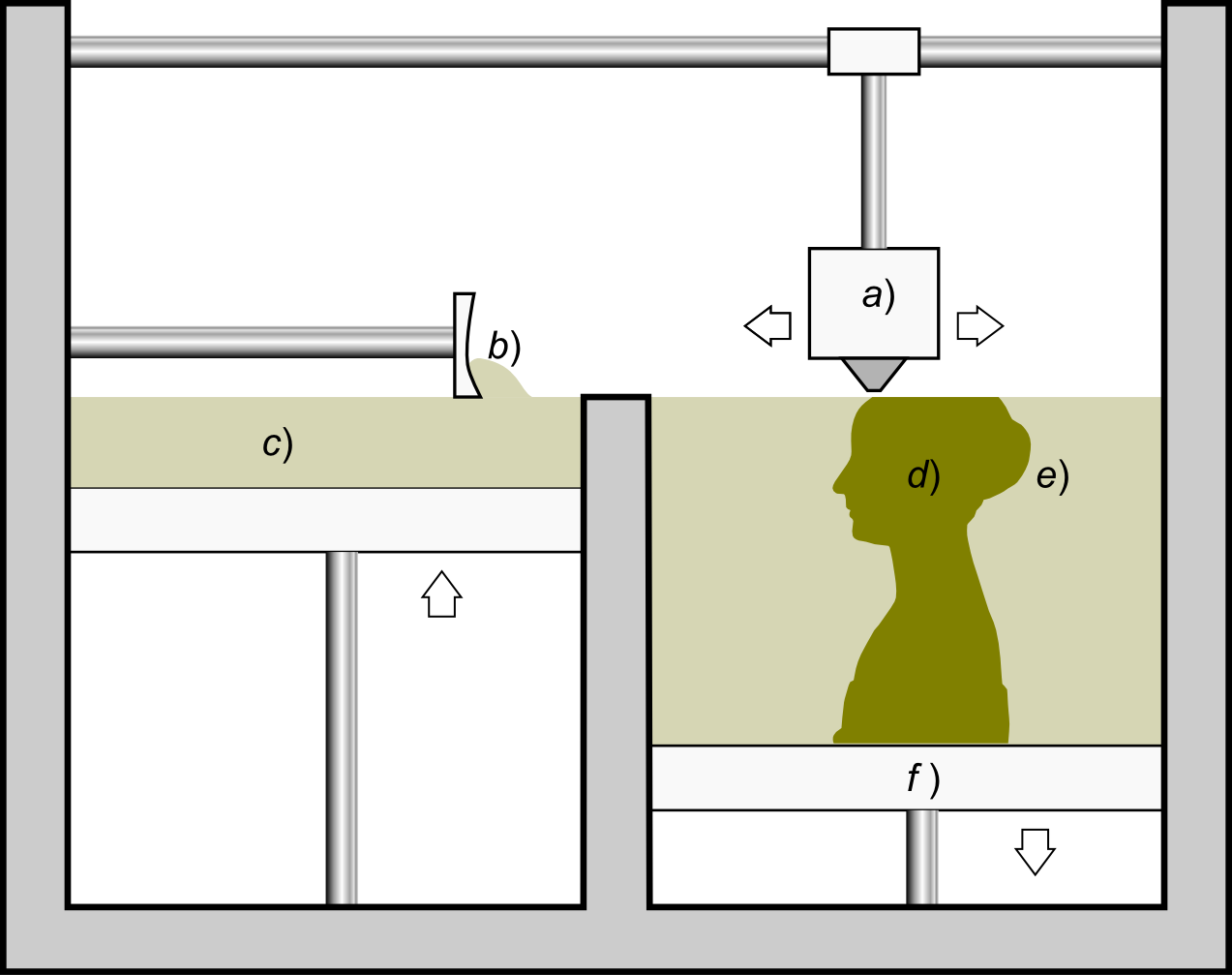
Sơ đồ quá trình: một đầu di chuyển a) liên kết chọn lọc (bằng cách thả keo hoặc bằng cách thiêu kết laser) bề mặt của một lớp bột e); một đế di chuyển f) dần dần hạ thấp bàn in và các đối tượng được đông đặc d) nằm bên trong bột không liên kết. Bột mới được liên tục thêm vào bàn in từ một bể chứa bột c) bằng cơ chế san lấp mặt bằng b)

In phun 3D và bàn in bột, được biết đến nhiều như "phun chất kết dính" và "giọt nhỏ trên bột" - hoặc đơn giản là "in 3D" (3DP) - là công nghệ sản xuất bồi đắp và tạo mẫu nhanh để tạo các đối tượng được mô tả bằng dữ liệu kỹ thuật số như một tệp CAD.

## Lịch sử
Công nghệ này lần đầu tiên được phát triển tại Viện Công nghệ Massachusetts vào năm 1993 và vào năm 1995, Z Corporation đã có được giấy phép độc quyền. Thuật ngữ "In ba chiều" được đăng ký nhãn hiệu giống nhau.

## Mô tả
Như trong nhiều quá trình sản xuất bồi đắp khác, chi tiết in được tạo ra từ nhiều mặt cắt ngang mỏng của mô hình 3D. Một đầu in phun di chuyển trên một lớp bột, đắp có chọn lọc vật liệu kết dính dạng lỏng. Một lớp bột mỏng được trải trên toàn bộ phần chi tiết đã hoàn thành và quá trình được lặp lại với mỗi lớp bám vào phần cuối cùng.
Khi mô hình hoàn tất, bột chưa kết dính sẽ được loại bỏ tự động hoặc thủ công trong một quá trình gọi là "khử bột" và có thể được tái sử dụng ở một mức độ nào đó.
Các chi tiết bột có thể tùy chọn phải chịu sự xâm nhập khác nhau hoặc phương pháp xử lí khác để cho ra các đặc tính mong muốn trong chi tiết cuối cùng.

## Vật liệu

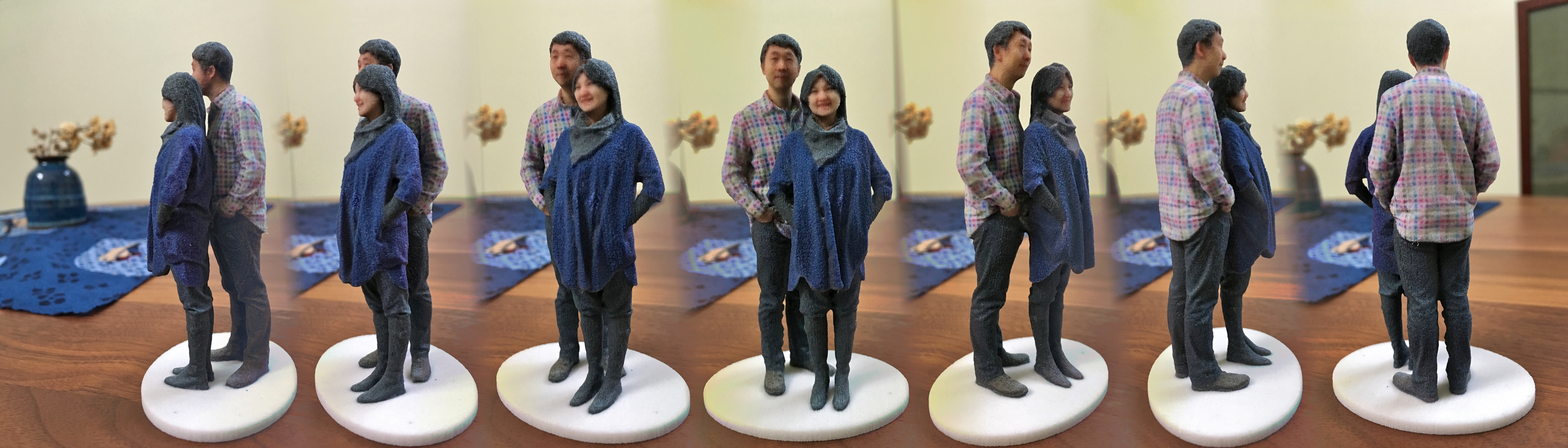
Ảnh tự sướng 3D với kích thước 1:20 được in bởi Shapeways sử dụng in thạch cao, được tạo bởi công viên thu nhỏ Madurodam từ những bức ảnh 2D chụp tại gian hàng ảnh Fantasitron của nó.

Ban đầu, người ta dùng tinh bột hoặc thạch cao, chất lỏng "kết dính" chủ yếu là nước để kích hoạt thạch cao. Chất kết dính cũng bao gồm thuốc nhuộm (để in màu) và phụ gia để điều chỉnh độ nhớt, sức căng bề mặt và điểm sôi để phù hợp với thông số kỹ thuật của đầu in. Các bộ phận thạch cao kết quả thường thiếu "độ bền tươi" và cần phải thấm bằng sáp nóng chảy, keo cyanoacrylate, epoxy, vv trước khi xử lý  thông thường.
Mặc dù không nhất thiết phải sử dụng công nghệ phun mực thông thường, nhưng các kết hợp nhiều loại chất kết dính khác nhau có thể được triển khai để tạo thành các vật thể bằng các phương tiện hóa học hoặc cơ học. Các chi tiết kết quả sau đó có thể phải chịu các chế độ hậu xử lý khác nhau, chẳng hạn như thấm hoặc nung chân không. Điều này có thể được thực hiện, ví dụ, để loại bỏ các chất kết dính cơ học (ví dụ, bằng cách đốt cháy) và củng cố vật liệu cốt lõi (ví dụ, bằng cách nung chảy), hoặc để tạo thành một vật liệu hỗn hợp pha trộn các tính chất của bột và chất kết dính. Tùy thuộc vào vật liệu mà ta có thể in màu hoặc không. Tính đến năm 2014, các nhà phát minh và nhà sản xuất đã phát triển hệ thống tạo thành các vật thể từ cát và calci cacbonat (tạo thành đá cẩm thạch tổng hợp), bột acrylic và cyanoacrylate, bột gốm và chất kết dính lỏng, đường và nước (để làm kẹo), vv. các sản phẩm thương mại đầu tiên kết hợp việc sử dụng Graphene, là một hỗn hợp dạng bột được sử dụng trong máy in 3D đầu in phun và bàn bột.
Công nghệ in 3D có tiềm năng hạn chế về các đặc tính vật liệu khác nhau trong một bản xây dựng duy nhất, nhưng thường bị giới hạn bởi việc sử dụng vật liệu cốt lõi chung. Trong các hệ thống của Z Corporation ban đầu, các mặt cắt thường được in với các đường viền rắn (tạo thành một lớp vỏ rắn) và một mẫu bên trong có mật độ thấp hơn để tăng tốc độ in và đảm bảo sự ổn định kích thước khi chi tiết đông cứng.

## Đặc tính
Ngoài màu thể tích bằng cách sử dụng nhiều đầu in và chất kết dính màu, quá trình in 3D thường nhanh hơn các công nghệ sản xuất bồi đắp khác như phun vật liệu mô hình hóa lắng đọng nóng chảy, yêu cầu 100% vật liệu xây dựng và hỗ trợ được bồi đắp ở độ phân giải mong muốn. Trong in 3D, phần thể tích của mỗi lớp được in, bất kể độ phức tạp, được bồi đắp bởi cùng một quá trình nhanh chóng.
Cũng giống như các công nghệ in bột khác, cấu trúc hỗ trợ nói chung không cần thiết vì bột chưa kết dính sẽ hỗ trợ các phần nhô ra và các vật thể xếp chồng hoặc treo. Việc loại bỏ các cấu trúc hỗ trợ in có thể làm giảm thời gian xây dựng và sử dụng vật liệu và đơn giản hóa cả thiết bị và quá trình hậu xử lí. Tuy nhiên, khử bột chính nó có thể là một nhiệm vụ phức tạp, lộn xộn, và tốn thời gian. Một số máy do đó tự động hóa việc khử bột và tái chế bột ở mức độ khả thi. Vì toàn bộ khối lượng xây dựng được đổ đầy bột, như với in li-tô lập thể, có nghĩa là để hút chân không chỗ rỗng phải được cung cấp trong thiết kế.
Cũng giống như các quy trình sơn bột khác, bề mặt hoàn thiện và độ chính xác, mật độ vật thể, và — tùy thuộc vào vật liệu và quy trình - phần sức mạnh có thể kém hơn các công nghệ như đá nổi (SLA) hoặc thiêu kết laser chọn lọc (SLS). Mặc dù các đặc tính chiều "cầu thang" và đặc tính chiều không đối xứng là các tính năng của in 3D như hầu hết các quy trình sản xuất khác, vật liệu in 3D thường được củng cố theo cách giảm thiểu sự khác biệt giữa độ phân giải dọc và mặt phẳng. Quá trình này cũng tự vay để rasterization các lớp ở độ phân giải mục tiêu, một quá trình nhanh chóng có thể chứa các chất rắn giao nhau và các tạo phẩm dữ liệu khác.
Các máy in 3D dạng in phun bàn in bột thường có giá từ 50.000 đến 2.000.000 đô la tuy nhiên có một bộ dụng cụ DIY bán với giá khoảng 800 đô la để chuyển đổi máy in FDM của người dùng sang máy in bột.